# União das Freguesias de Canelas e Espiunca
União das Freguesias de Canelas e Espiunca, kurz Canelas e Espiunca, ist eine Gemeinde (Freguesia) im portugiesischen Kreis (Concelho) von Arouca. Auf einer Fläche von 35,73 km² leben hier 1183 Menschen (Zahlen nach Stand 2011).
Die Gemeinde entstand im Zuge der administrativen Neuordnung in Portugal am 29. September 2013 durch Zusammenlegung der aufgelösten Gemeinden Canelas und Espiunca. Sitz der neuen Gemeinde wurde Canelas.